# Suré
Suré és un municipi francès situat al departament de l'Orne i a la regió de Normandia. L'any 2007 tenia 284 habitants.

## Demografia

### Població
El 2007 la població de fet de Suré era de 284 persones. Hi havia 97 famílies de les quals 16 eren unipersonals (12 homes vivint sols i 4 dones vivint soles), 35 parelles sense fills i 46 parelles amb fills.
La població ha evolucionat segons el següent gràfic:
Habitants censats

### Habitatges
El 2007 hi havia 131 habitatges, 104 eren l'habitatge principal de la família, 23 eren segones residències i 4 estaven desocupats. 127 eren cases i 2 eren apartaments. Dels 104 habitatges principals, 84 estaven ocupats pels seus propietaris, 19 estaven llogats i ocupats pels llogaters i 1 estava cedit a títol gratuït; 11 tenien dues cambres, 22 en tenien tres, 27 en tenien quatre i 44 en tenien cinc o més. 29 habitatges disposaven pel capbaix d'una plaça de pàrquing. A 45 habitatges hi havia un automòbil i a 53 n'hi havia dos o més.

### Piràmide de població
La piràmide de població per edats i sexe el 2009 era:
| Homes | Edats   | Dones |
| ----- | ------- | ----- |
| 0     | 95 o +  | 0     |
| 0     | 90 a 94 | 4     |
| 4     | 85 a 89 | 0     |
| 0     | 80 a 84 | 0     |
| 0     | 75 a 79 | 0     |
| 8     | 70 a 74 | 4     |
| 8     | 65 a 69 | 16    |
| 8     | 60 a 64 | 8     |
| 8     | 55 a 59 | 0     |
| 12    | 50 a 54 | 8     |
| 16    | 45 a 49 | 4     |
| 20    | 40 a 44 | 8     |
| 4     | 35 a 39 | 16    |
| 12    | 30 a 34 | 4     |
| 0     | 25 a 29 | 12    |
| 12    | 20 a 24 | 0     |
| 12    | 15 a 19 | 16    |
| 4     | 10 a 14 | 16    |
| 16    | 5 a 9   | 8     |
| 12    | 0 a 4   | 4     |

## Economia
El 2007 la població en edat de treballar era de 184 persones, 130 eren actives i 54 eren inactives. De les 130 persones actives 124 estaven ocupades (69 homes i 55 dones) i 6 estaven aturades (3 homes i 3 dones). De les 54 persones inactives 13 estaven jubilades, 23 estaven estudiant i 18 estaven classificades com a «altres inactius».

### Ingressos
El 2009 a Suré hi havia 110 unitats fiscals que integraven 270 persones, la mediana anual d'ingressos fiscals per persona era de 17.274 €.

### Activitats econòmiques
Dels 8 establiments que hi havia el 2007, 1 era d'una empresa de fabricació d'altres productes industrials, 3 d'empreses de construcció, 1 d'una empresa de comerç i reparació d'automòbils, 1 d'una empresa immobiliària, 1 d'una empresa de serveis i 1 d'una empresa classificada com a «altres activitats de serveis».
Dels 4 establiments de servei als particulars que hi havia el 2009, 1 era un taller de reparació d'automòbils i de material agrícola, 1 paleta, 1 guixaire pintor i 1 fusteria.
L'any 2000 a Suré hi havia 11 explotacions agrícoles.

## Poblacions més properes
El següent diagrama mostra les poblacions més properes.